# Braulio Vigón
Braulio Vigón Casquero (Mieres, 7 de novembre de 1849 – Colunga, 1914) fou un historiador i estudiós dels costums d'Astúries.
Braulio nasqué a Mieres en el si de la família formada per Juan Vigón García i de Rita Casquero Piniella. Visqué inicialment a Mieres i després es va traslladant pels consells de Llaviana, Llanes i Colunga. S'embarcà cap a l'Havana, de la qual tornà per ingressar en el Real Institut Jovellanos de Gijón.
Després de realitzar els seus estudis s'assentà definitivament en Colunga, on es casa amb María del Rosario Suerodíaz Montoto en 1871. El 1877 fou escollit alcalde de Colunga. Fou mestre maçó (tercer grau) pertanyent a la lògia d'Oviedo Juan González Río. Escrigué en la revista Asturias, fundada i dirigida per Félix de Aramburu. El 1881 cofundà el grup asturianista La Quintana.

## Obra publicada
- Antigüedades romanas de Colunga
- Tradiciones populares de Asturias. Juegos y rimas infantiles recogidos en los concejos de Villaviciosa, Colunga y Caravia
- Vocabulario dialectológico del concejo de Colunga (ressenya d'Åke Munthe a Zeitschrift für romanische Philologie 23 (1899)

## Premis i reconeixements
- Fill adoptiu de Colunga.
- Orde d'Isabel la Catòlica, concedida el 1879.
- Medalla de la Reial Acadèmia de la Història, concedida el 1882.